# Dicky Owen
Richard Morgan Owen, detto Dicky (Swansea, 17 novembre 1876 – Swansea, 27 febbraio 1932), è stato un rugbista a 15 britannico, internazionale per il Galles, mediano di mischia dello Swansea per quasi tutta la sua carriera rugbistica.
Fece il suo debutto per lo Swansea RFC nel 1899 e disputò per il club 14 stagioni consecutive, diventandone capitano nel 1911-12. Fu uno degli uomini chiave dell'era d'oro della squadra e prese parte partita contro All Blacks nel 1905 e alla vittoria contro l'Australia nel 1908.
Il 16 marzo 1901 ha fatto il suo esordio con la nazionale giocando contro l'Irlanda. Il 16 dicembre 1905 prese parte alla storica vittoria 3 a 0 contro la Nuova Zelanda.
La sua ultima partita internazionale è del 3 febbraio 1912 contro la Scozia. Con il Galles ha disputato 35 match, vincendo 6 Home Championship/Cinque Nazioni (1902, 1905, 1906, 1908, 1909, 1911), con 4 Triple Crown (1902, 1905, 1908, 1911) e 3 Grandi Slam (1908, 1909, 1911 anche se prima del 1910 Triple Crwon e Grande Slam coincidevano).
È stato considerato il miglior mediano di mischia della storia gallese prima dell'arrivo di Gareth Edwards.